# Arboretum de Bokrijk
L'arboretum de Bokrijk a été créé en 1965, dans le domaine provincial de Bokrijk, sur la commune belge de Genk.
La collection, systématique à l'origine, présentant les espèces groupées par genre et par famille, a été dès 1983 réorganisée dans une perspective paysagère, mêlant arbres, arbustes et plantes herbacées.
L'arboretum de Bokrijk s'étend sur 18 ha. Il héberge la plus vaste collection de référence de houx (Ilex) d'Europe, ainsi que la collection nationale de bambous et présente aussi des collections de chênes, magnolias, rhododendrons et azalées.
Il est affilié à la Société américaine du Houx, membre de la Société Belgische Dendrologie Belge, de l'Association belge des jardins botaniques et arboretums (en néerlandais Vereniging Belgische Botanische Tuinen en Arboreta - VBTA) et de Botanic Gardens Conservation International (BGCI).